# 広島発!夢の通り道
『広島発!夢の通り道』（ひろしまはつ ゆめのとおりみち）は、2008年4月6日から2012年9月29日まで広島テレビで放送されたドキュメンタリー番組である。2012年1月14日放送分からは『新・広島発!夢の通り道』（しん・ひろしまはつ ゆめのとおりみち）と題して放送された。ステレオ放送、地上デジタル放送ではハイビジョン放送を実施。

## 概要
世界で活躍する広島県の地元企業を題材にした番組で、各社の沿革や苦悩などをドキュメンタリー形式で伝えていた。広島テレビは2006年度にも同じくドキュメンタリー番組の『3DAYS』を放送していたが、こちらは個人の生い立ちや苦悩を題材にしていた。
レギュラー放送の終了後にも単発のスペシャル版が放送されることがあり、この場合は企業だけでなく教育機関が採り上げられることがある>。

## 放送時間
いずれもJST。
- 日曜 07:00 - 07:30 （2008年4月6日 - 2009年3月29日）
- 土曜 09:30 - 10:00 （2009年4月18日 - 2011年10月1日） - 『ヤッターマン』が日曜7:00枠へ移動するのに伴い、放送日時を変更。
- 土曜 10:00 - 10:30 （2011年10月8日 - 2011年12月24日）
- 土曜 10:15 - 10:30 （2012年1月14日 - 2012年9月29日） - 土曜10:00枠で広島テレビ製作・『平清盛』広島県推進協議会協賛の観光キャンペーン番組『勝手に!LOVE清盛』がスタートするのに伴い、放送枠が15分に縮小。同時に改題。

- 2017年7月17日には10:25分 - 10:25に、「広島発!夢の通り道スペシャル」学生First 時代に向き合う教育 県立広島大学の挑戦[3]。また2021年11月6日の10:30 - 11:00には『広島発!夢の通り道スペシャル ～専門学校の居間に迫る～』（レポーター：中島尚樹、出演：広島市内の専門学校に学ぶ生徒・学生、職業専門家として活動している専門学校のOB・OG）が放送された。

### 備考
もともとこの時間帯は『所さんの目がテン!』の放送時間だったが、準ローカルセールス枠（当時ネットスポンサーが付いていたが、番組と放送時間の差し替えは可能だった）なので同日 11:00 - 11:30に遅れネット形式で放送。その代わりに7:30 - 8:00の枠を『遠くへ行きたい』の同時ネットへ移行した（2007年度までは東広島市の番組を放送していた）。

## ナレーター
- 長野正実（広島テレビアナウンサー）

## テーマ曲
- 夢の通り道を僕は歩いている（唄：中島みゆき）

## 過去に放送された企業一覧
1. シンコー株式会社（広島市南区） 陸舶用各種ポンプ製造
2. 株式会社レニアス（三原市） ポリカーボネート成形
3. 株式会社ヤマサキ（広島市中区） 化粧品製造
4. 株式会社エフピコ（福山市） 発泡食品トレー製造
5. タカオ株式会社（福山市） 公園遊具製造
6. 学校法人鶴学園（広島市佐伯区） 学校経営
7. 株式会社村上農園（広島市佐伯区） スプラウト生産
8. 株式会社石井表記（福山市） 機械設計
9. 株式会社松創（府中市） 家具製造
10. 株式会社山本製作所（尾道市） 業務用洗濯機製造
11. ローツェ株式会社（福山市） 半導体・液晶ガラス基板製造用搬送装置製造
12. 株式会社フタバ図書（広島市西区） 各種書籍販売等
13. オタフクソース株式会社（広島市西区） 各種調味料製造
14. 有限会社桂馬商店（尾道市） 蒲鉾製造
15. 萬国製針株式会社（広島市西区） 縫い針・工業用ニードル製造)
16. デリカウイング株式会社（廿日市市） コンビニ弁当・惣菜製造
17. 三島食品株式会社（広島市中区） ふりかけ製造
18. コベルコ建機株式会社（広島市安佐南区） 各種建設機械製造
19. 株式会社シブヤ（廿日市市） 建設機械・工具製造
20. ツネイシホールディングス株式会社 常石造船カンパニー（福山市） 船舶の建造・修繕
21. アサムラサキ（福山市東深津町） 各種調味料製造
22. 株式会社にしき堂（広島市東区） 焼き菓子製造
23. ヒロボー株式会社（府中市） 産業用無人航空機製造等
24. 永岡商事株式会社（広島市佐伯区）非常食・戦闘糧食販売
25. 大和重工株式会社（広島市安佐北区） 鋳物製造
26. 中国醸造株式会社（廿日市市） 酒類製造
27. 日東製網株式会社（福山市） 漁網製品製造
28. カイハラ株式会社（福山市） デニム生地製造
29. 株式会社ジェイ・エム・エス（広島市中区） 医療機器製造
30. 株式会社自重堂（福山市） ワーキングウエア製造
31. 株式会社白鳳堂（安芸郡熊野町） 化粧筆製造
32. 今岡製菓株式会社（尾道市） 粉末清涼飲料・飴菓子製造
33. 有限会社平田観光農園（三次市） 観光農園経営
34. 株式会社キャステム（福山市） 金属素形材製造
35. 株式会社ますやみそ（呉市） 味噌製造
36. 三建産業株式会社（広島市安佐南区） 加熱炉・熱処理炉設計施工
37. 株式会社ダイクレ（呉市） グレーチング製造
38. ツボサン株式会社（呉市） 切削工具製造販売
39. 株式会社アスカネット（広島市安佐南区） 写真加工業
40. 中国木材株式会社（呉市） 製材業
41. 株式会社三宅（広島市西区） 印刷業（謄写印刷を除く）
42. 富士機械工業株式会社（東広島市） 一般産業用機械・装置製造業
43. 株式会社古川製作所（三原市） 密閉包装機製造等
44. 福留ハム（広島市西区） 食肉加工品製造
45. 賀茂鶴酒造株式会社（東広島市） 清酒製造
46. アヲハタ株式会社（竹原市） ジャム等製造
47. 関西工業株式会社（福山市） 金属素形材（シャックル）・製品製造業
48. 天野実業株式会社（福山市） ドライフーズ製造業
49. 歴清社（広島市西区） 金彩装飾業
50. 株式会社アクセ（尾道市） 婦人服等販売
51. 株式会社東洋高圧（広島市西区） 理化学機器
52. 株式会社岡本亀太郎本店（福山市） 保命酒製造
53. 創建ホーム（竹原市） 注文住宅販売
54. 福利物産株式会社（尾道市） 味付けちりめん等製造販売
55. 株式会社今西製作所（広島市東区） 精密鋳造品・金型製作
56. アクト中食株式会社（広島市西区） 業務用食品卸・業務用スーパー経営
57. 株式会社オガワ（広島市安佐北区） 金属装飾サイン・LEDサイン・太陽光パネル製造
58. 株式会社共立機械製作所（三原市） 船舶艤装品製造
59. トーホー株式会社（広島市西区） ガラス装飾品製造
60. 三興化学工業株式会社（大竹市） 各種ゴム手袋製造
61. フマキラー株式会社（廿日市市、創業地） 殺虫剤等衛生薬品製造
62. 寺岡有機醸造株式会社（福山市） 醤油等調味料製造
63. ゾイシアンジャパン株式会社（神石郡神石高原町） 芝生製造・施工
64. 株式会社テイケン（呉市） 研削砥石製造
65. こだま食品株式会社（福山市） 乾燥野菜食品製造
66. 株式会社データホライゾン（広島市西区） 医療関連ソフトウェアの開発・販売
67. 株式会社イシカワ（広島市南区） 豆菓子・ドライフルーツ製造
68. 株式会社コーポレーションパールスター（東広島市安芸津町） 靴下製造
69. 株式会社西井製作所（広島市南区） プレス加工（ナンバープレート等製造）
70. 株式会社中国サンネット（広島市中区） 各種システム開発等
71. むすびのむさし（広島市中区） 飲食店経営
72. ドリームベッド株式会社（広島市西区） ベッド製造
73. 農事組合法人世羅幸水農園（世羅郡世羅町） 果樹園経営
74. 株式会社メンテック（東広島市） 粉塵抑制装置・スパイラルダクト製造
75. 小川楽器製造株式会社（福山市） 福山琴製造
76. 山根木材株式会社（広島市南区） 製材・住宅建築販売・プレカット事業
77. アシードホールディングス株式会社（福山市） 自販機運営・各種飲料製造
78. ECOスペシャル イネオスケミカル株式会社三原事業所・中国電機製造株式会社・株式会社エフピコ・株式会社オガワエコノス
79. 株式会社神楽門前湯治村（安芸高田市） 観光施設運営
80. ベンダ工業株式会社（呉市） リングギア製造
81. クニヒロ株式会社（尾道市） 水産加工品製造
82. 株式会社イズミ（広島市南区） スーパーマーケット経営
83. 広島文化学園（広島市安佐南区） 学校経営
84. 株式会社ソアラサービス（広島市中区） 共同オフィススペース運営管理等
85. 株式会社猫島商店（広島市西区） 漬物（主に広島菜漬）製造販売
86. 蓬莱鶴・原本店（広島市中区） 日本酒製造
87. 株式会社啓文社（尾道市） 書店経営
88. 東洋額装株式会社（福山市） 掛軸等表装
89. 新庄みそ株式会社（広島市西区） 味噌製品製造
90. 株式会社美希刺繍工芸（福山市） 刺繍業
91. アトム株式会社（竹原市忠海東町） 作業用手袋製造
92. 寿マナック株式会社（広島市佐伯区） こんにゃく製造・加工
93. ミサワ環境技術株式会社（三次市） 無散水除雪システム開発・地中熱開発事業
94. 株式会社フレスタ（広島市西区） スーパーマーケット経営
95. 株式会社やまだ屋（廿日市市） もみじ饅頭製造
96. 蒲刈物産株式会社（呉市） 「海人の藻塩」製造
97. 株式会社ユーホー（福山市） ホームセンター運営
98. 株式会社都（福山市） ステーキハウス「都」経営
99. JAグループ広島（広島市中区） 農業の活性化
100. 株式会社三村松（広島市中区） 仏壇製造販売
101. 株式会社スピングルカンパニー（府中市） 皮靴製造販売
102. 株式会社ドルチェ（尾道市） 乳製品製造販売
103. センナリ株式会社（広島市安佐北区） 食酢製造販売
104. 広島修道大学（広島市安佐南区） 学校経営
105. 広島化成株式会社（福山市） ゴム製履物、ゴム製品製造
106. 株式会社マルニ木工（広島市佐伯区） 家具製造販売
107. セーラー万年筆株式会社（呉市） 筆記具製造販売
108. 日本農園（世羅郡世羅町） 農園経営
109. チューリップ株式会社（広島市西区） 縫製用針製造
110. 株式会社F&Aアクアホールディングス（東京都品川区） 服飾雑貨卸・販売
111. 株式会社やまみ（三原市） 豆腐・厚揚げ製造
112. 中谷造船株式会社（江田島市） 造船業
113. まるか食品株式会社（尾道市） イカ天製造販売
114. 株式会社ミカサ（広島市西区） スポーツボール・工業ゴム製品製造
115. 中国塗料株式会社（大竹市） 塗料製造
116. 株式会社長崎塗装店（広島市中区） 各種塗装業
117. 株式会社エブリィ（福山市） スーパーマーケット経営
118. 備後漬物有限会社（福山市） 漬物製造
119. 株式会社クスノキ（広島市安芸区） ウィッグ、つけ毛等の製造、販売
120. 有限会社ハッピーおがわ（呉市） 介護寝具等製造販売
121. 株式会社コーコス信岡（福山市） ユニフォームおよび作業用品の企画・製造・販売
122. 西川ゴム工業株式会社（広島市西区） 自動車用ゴム部品製造
123. 株式会社八天堂（三原市） パン製造・販売
124. 株式会社ヒロツク（広島市西区） 佃煮・煮豆・惣菜製造販売
125. 株式会社コンセック（広島市西区） 特注機及び切削関連機具の製造・販売
126. 株式会社広島三次ワイナリー（三次市） ワイン製造・加工・販売
127. 磯野製麺株式会社（広島市東区） 広島風お好み焼き専用製麺製造販売
128. マナック株式会社（福山市） 化学薬品製造販売
129. 株式会社序破急（広島市中区） 映画館運営
130. 川中醤油株式会社（広島市安佐南区） 大豆加工品製造販売
131. イームル工業株式会社（東広島市） 車発電機・マイクロ水力発電装置開発・販売
132. 有限会社瀬戸鉄工（呉市） 樹脂成型、イカ姿フライ・焼きいりこ等食品製造販売
133. キングパーツ株式会社（福山市） 精密鋳造部品製造
134. 広島駅弁当株式会社（広島市東区） 駅弁・惣菜製造販売
135. 株式会社尾道造酢（尾道市・造酢業）、株式会社虎屋本舗（福山市・菓子小売業）､小野酒造株式会社（山県郡北広島町・酒製造業）
136. 合名会社梅田酒造場（広島市安芸区） 酒製造業
137. 東亜ハウス株式会社（広島市中区） 建築業
138. 万田発酵株式会社（尾道市） 発酵食品製造
139. 株式会社板野紙工（広島市佐伯区） 段ボール箱製造業
140. 株式会社バルコムモータース（広島市安佐南区） 輸入自動車販売
141. 尾道帆布（紙誠株式会社）（尾道市） 帆布販売
142. 株式会社上万糧食製粉所（広島市安佐南区） 穀粉製造・販売
143. 徳永製菓株式会社（福山市） 豆菓子・野菜チップス製造販売
144. 株式会社アカシン（福山市） テーブルリフト製造販売
145. ジェリーフィッシュドット株式会社（広島市中区） 飲食店経営
146. 砂谷株式会社（広島市佐伯区） 牛乳・乳製品生産・販売
147. 広島管財株式会社（広島市中区） ビル管理
148. 平和建設株式会社（福山市） 総合建設業
149. 株式会社吉文（広島市西区） 水産物仲卸業
150. 株式会社ウオヒサ（福山市） 水産品加工業
151. ミヨシ電子株式会社（兵庫県川西市、創業地は三次市） 半導体関連製品の開発製造
152. 株式会社中元本店（呉市） 清涼飲料水、漬物、佃煮等の製造卸売
153. 株式会社アイレンタル（広島市中区） スーツケースレンタル、保育園経営
154. 株式会社小西養鯉場（広島市西区） 錦鯉養殖
155. 株式会社酒商山田（広島市南区） 酒類販売
156. 株式会社木下製作所（広島市南区） 鋳物製造
157. 生協ひろしま（廿日市市） 生活協同組合
158. 三次ピオーネ生産組合（三次市） 農事組合法人
159. 株式会社タテイシ広美社（府中市)　看板製造業
160. エリザベト音楽大学（広島市中区） 学校経営
161. ヒルタ工業株式会社（岡山県笠岡市、創業地は福山市） 自動車部品・産業機器車両部品製造業
162. 宝積飲料株式会社（東広島市） ソフトドリンク（清涼飲料水）の企画開発・製造・販売
163. ひろしま夢ぷらざ（広島市中区本通） 県内のアンテナショップ
164. 株式会社イベントスコミュニケーションズ（広島市中区） 飲食業（ケータリング料理）
165. 有限会社柿原銘板製作所（福山市） 各種銘板制作
166. 新川電機株式会社（広島市中区） 計器・制御機器製造
167. 株式会社フジ（愛媛県松山市、親会社は広島の十和（現・アスティ）） スーパーマーケット
168. 株式会社カンサイ（広島市佐伯区） 産業廃棄物処理業
169. ひろしま夢ぷらざ（安芸郡熊野町） 化粧用刷毛・ブラシの製造
170. 学校法人上野学園（広島市中区） 学校経営
171. 金光味噌株式会社（府中市） 味噌製造
172. 株式会社シギヤ精機製作所（福山市） 金属工作機械製造業
173. 株式会社幻霜ファーム（広島市安佐北区） 養豚業
174. 株式会社かなわ（広島市南区） 料亭
175. 株式会社熊平製作所（広島市南区） セキュリティ機器製造
176. 株式会社 中居木工（府中市） 木製家具製造
177. 株式会社三和ドック（尾道市） 船舶修理業
178. 株式会社三宅本店（呉市） 清酒製造業
179. オオアサ電子株式会社（山県郡北広島町） 高級オーディオ機器製造業

## スタッフ
- 構成：佐藤伊佐雄
- 撮影：杉原浩二、清木美智、森井章、石橋寛、宮地隆治、脇川能忠、横山保彦、吉原洋二
- 音声：清水良樹、若林学、岩本顕、清木美智、岩崎貴裕、松田武、松浦雅俊、井田健太
- EED：吉原洋二、石橋衣代、清木美智、松井和哲
- MA：岩崎貴裕
- 題字：岡田研山
- CG：松浦寛明
- 美術：岩田美保子、金光由香、倉岡亜依、中村真里亜、三好宏子、山本幸、宇都宮雪代
- ディレクター：廣川恒志、寺西泰一、蓮池一夫、出張有紀、金子由佳
- プロデューサー：宗吉剛、杉浦正昭（広島テレビ）
- 制作協力：広島放送
- 制作著作：広島テレビ

過去のスタッフ
- プロデューサー：新宅冨士夫、三上純